# The Wall (Chile)
The Wall, subtítulado Cambia tu vida, es la adaptación chilena del concurso estadounidense homónimo de NBC. El programa fue estrenado del 20 de junio de 2018. Es conducido por Rafael Araneda.

## Desarrollo
The Wall es un tablero de cuatro pisos (12 m) de altura, similar a un juego de pachinko, Máquina de Galton y al Plinko. La parte inferior del tablero está dividida en 15 espacios marcados con varias cantidades de pesos chilenos; ocho de estos van de CLP 10 a CLP 1000 y se mantienen constantes durante todo el juego, mientras que los otros tienen valores más altos y aumentan de ronda a ronda. Siete "zonas de caída" numeradas se centran en la parte superior de la tabla (por encima de las siete ranuras centrales), desde donde se pueden poner bolas en juego
Un equipo de dos concursantes juega cada juego, con un premio potencial máximo de CLP 250 millones (CLP 247.499.940 reales). Las bolas verdes que caen en el tablero se agregarán al banco del equipo, mientras que las bolas rojas que caen en el tablero lo restarán.
El concurso se desarrolla en tres fases y el valor de los cajones es así determinado:
| Cajones | 1  | 2        | 3    | 4          | 5   | 6          | 7  | 8          | 9  | 10         | 11  | 12          | 13   | 14          | 15 |
| ------- | -- | -------- | ---- | ---------- | --- | ---------- | -- | ---------- | -- | ---------- | --- | ----------- | ---- | ----------- | -- |
| Fase 1  | 10 | 100 mil  | 1000 | 400 mil    | 100 | 200 mil    | 10 | 500 mil    | 10 | 200 mil    | 100 | 400 mil     | 1000 | 100 mil     | 10 |
| Fase 2  | 10 | 100 mil  | 1000 | 200 mil    | 100 | 500 mil    | 10 | 1 millón   | 10 | 2 millones | 100 | 3 millones  | 1000 | 5 millones  | 10 |
| Fase 3  | 10 | 1 millón | 1000 | 2 millones | 100 | 4 millones | 10 | 6 millones | 10 | 8 millones | 100 | 10 millones | 1000 | 20 millones | 10 |

### Primera fase: Caída libre
En esta primera fase, los concursantes juegan juntos y tienen que contestar correctamente a cinco preguntas con dos opciones de respuesta. Una vez hecha la pregunta caen tres bolas de las posiciones 1, 4 y 7 que corresponden a las dos extremidades y al centro del muro. Durante la caída hasta el momento que una de las bolas entre en un cajón, la pareja tiene la posibilidad de cambiar la respuesta.
Si la pareja contesta correctamente, el valor que se va determinando de las tres bolas caídas se agrega al pozo, en cambio, si la respuesta es incorrecta o no alcanza a contestar el valor se deducirá del monto total. Sin embargo, si la cifra cae a CLP 0, se acaba el juego. Req. CLP 10 para pasar a la siguiente fase.
La cantidad máxima que se puede ganar en esta fase es de CLP 7,5 millones (3 bolitas en 500 mil, las 5 veces).

### Segunda fase
Después de la primera fase, la pareja vendrá separada y un jugador tendrá que contestar las preguntas en una cabina de aislamiento, sin saber si ha fallado, si está ganando el pozo y cuanto está ganando. El otro concursante, en cambio, tendrá que cargar las bolas en la Máquina de Galton.
Durante esta fase de juego, del muro caerán dos bolas verdes que harán añadir el valor de los cajones al pozo, dos bolas rojas que harán sustraer el valor del pozo y tres bolas blancas que corresponden a las preguntas que el concursante aislado tendrá que contestar.
En principio, el jugador delante tiene que elegir la posición de caída del 1 al 7 de las dos bolas verdes que puede hacer la misma o diferentes, y luego el concursante aislado tendrá que responder a tres preguntas con tres opciones de respuesta. Si él contesta correctamente las bolas blancas posicionadas en la Máquina de Galton se convertirán en verde y harán añadir dinero al pozo, de otra manera, las bolas se convertirán en rojo y harán sustraer dinero del pozo.
En la segunda pregunta y en la tercera, el jugador delante, puede elegir si hacer un tiro doble o un tiro triple que permite de doblar o triplicar el valor de la pregunta lanzando dos o tres bolas de la misma posición de caída. 
Terminadas las preguntas, del muro caerán dos bolas rojas en simultáneo de la misma posición de las verdes en el inicio de la fase, pero si el pozo de la pareja está a CLP 0 tras la tercera pregunta no hará alguna caída.
La cantidad máxima que se puede ganar en esta fase es de CLP 40 millones comprendidos tiros doble y triple. La resta mínima es de CLP 20.

### Tercera fase
En la tercera fase, las reglas son casi símiles a la segunda fase, con la diferencia que en el principio serán lanzadas cuatro bolas verdes, insertadas una tras otra en vez de en simultáneo, y en el final de la misma posición caerán cuatro bolas rojas que determinarán el valor del pozo final que puede ser CLP 0 como otra cifra. Además las tres preguntas tienen cuatro opciones de respuesta, y como en la segunda fase se puede hacer también un tiro doble o triple en la segunda y tercera pregunta.
La cantidad máxima que se puede ganar en esta fase es de CLP 200 millones comprendidos tiros doble y triple. La resta mínima es de CLP 40.

### El contrato
Antes de tirar las cuatro bolas rojas de la tercera ronda, el concursante aislado recibe un cilindro que contiene un contrato. En el contrato, está indicada una cantidad determinada de dinero del cual no puede conocer la cantidad salvo la mínima de la primera fase del programa al no saber ni poder con ello calcular las preguntas acertadas en las fases de aislamiento, que si este contrato será firmado garantizará un premio que puede ser mayor o menor del pozo acumulado. Se trata de una decisión a ciegas sin saber no solo el dinero que ha podido acumular, ni la suerte de las bolas verdes y rojas, sino tampoco sabe la cantidad de dinero del contrato aunque ese dispone de valor al no saber las preguntas acertadas. Cabe destacar que si se supiera bastaría con Nº aciertos = (Valor del Contrato - Valor Primera Fase) /CLP 400 mil. Solo conoce la variable Valor Primera Fase que es cuando participan los dos antes del aislamiento.
Si el contrato será firmado, la pareja renuncia al pozo final y ganará el premio indicado en este último, en cambio, el concursante aislado si rechaza y destruye el contrato aceptará el pozo final ganado ignorado de la cifra exacta del premio.
Una vez lanzada las cuatro bolas rojas del jugador delante, el juego termina cuando el concursante aislado sube de la cabina insonorizada y anuncia su decisión a su compañero frente al muro sobre la firma o la destrucción del contrato.
La cantidad de dinero contenida en el contrato es determinada del pozo conseguido hasta el termine de la primera fase más CLP 400 mil por cada respuesta correcta en la segunda y tercera fase por un total de CLP 9,9 millones como premio máximo.